# Cheng Hon Kwan
Cheng Hon Kwan (* 1927) ist ein chinesischer Bauingenieur und Politiker in Hong Kong.
Cheng Hon Kwan ging in Peking und Tianjin zur Schule und studierte Bauingenieurwesen an der Universität Tianjin mit dem Bachelor-Abschluss 1948. Danach ging er nach Hong Kong, wo er zunächst in der Bauindustrie war und 1953 Assistant Structural Engineer in der Verwaltung des Stadtstaats wurde. Er ging zu einem Studienaufenthalt nach England und erwarb 1964 ein Diplom am Imperial College London, wobei er besonders Massivbau studierte. 1965 wurde er leitender Bauingenieur in der Bauabteilung von Hong Kong. 1977 ging er dort in den Ruhestand und eröffnete ein Ingenieurbüro H. K. Cheng & Partners. 
1978/78 wurde er Präsident der Hong Kong Institution of Engineers. Als Hong Kong 1985 eine Legislative bekam, wurde er Mitglied des Legislativrats und 1988 bis 1991 war er im Exekutivrat von Hong Kong. Er war in vielen Komitees und Ausschüssen in Hong Kong insbesondere zu Bauangelegenheiten (wie Vorsitzender des Land and Building Advisory Committee).
Er ist CBE und 1998 erhielt er den Gold Bauhinia Star. 2001 erhielt er die Goldmedaille der Institution of Structural Engineers. 